# Orusts köpstad
Orusts köpstad är benämningen på ett arkeologiskt undersökningsprojekt 2013, som gick ut på att hitta en köpstad från järnåldern på södra Orust. Ett sådant handelscentrum omnämndes av Adam av Bremen på 1000-talet.
Orusts kommun och arkeologen Carl Löfving har sökt efter lämningar vid Hagåns mynning i havet i Stala socken på Orust. De genomförde där en magnetometerundersökning, och på västra sidan av ån begränsade avsökningar med metalldetektor. Magnetometerundersökningen visade ett antal strukturer på sidor av ån, vilka bedömdes kunna vara hus, stigar och gropar.
Riksantikvarieämbetets utredning 2013 följde upp dessa undersökningar och prövade också om en delvis synlig lämning nära stranden strax sydväst om åmynningen kunde vara en naust. Undersökningsområde ligger på västra sidan av Hagån, nära mynningen, bland annat vid gravhögen Gullknapp. I närheten av undersökningsområdet åt sydväst finns på en bergknalle också högen Kullbergs slott. Undersökningen gjordes på tre platser. På plats 1 framkom ingenting, som kan kopplas till magnetometerundersökningen. På plats 2 syntes fyra stolphål, varav tre något osäkra. 

## Fynd på plats 3
På plats 3, den närmast havet, syntes stenpackning och gjordes fynd, som kan tyda på att där faktiskt funnits en båtplats. På platsen gjordes ett fåtal fynd, som har äldre dateringar:
- Två blystavar med vikter inom det förhistoriska öressystemet. Det ena tillvaratogs utanför högen Gullknapp och tolkas som en vikt på 2½ öre (66 gram). Den andra har en vikt på ½ öre (13 gram) och hittades vid västra åkanten.
- Ett fragment av ett spänne från folkvandringstiden, en sländtrissa av bly (21 gram), samt smidesrester och ämne till en järnspets.

På en åker hittades också två mynt av utomskandinaviskt ursprung: en imitation av ett bysantinskt mynt från 1000-talet och ett ottomanskt mynt från 1760-talet. 
Utredarens slutsats var att fynden fortfarande gör det möjligt, att det finns en förhistorisk handelsplats i området.